# Akira Sasaki
Akira Sasaki, född 26 september 1981 i Ohno, Hokkaidō, är en japansk utförsåkare. Hans bästa resultat i världscupen är en 2:a plats från 2003 i Wengen. Han har även tävlat i OS 2002, OS 2006 och OS 2010 och har där placerat sig som bäst på 14:e plats.